# Technical Standard Order
Technical Standard Order (kurz TSO, deutsch etwa Technische Standardverordnung) sind von der Federal Aviation Administration (FAA) herausgegebene, detaillierte Lufttüchtigkeitsspezifikationen für Bau- und Ausrüstungsteile von zivilen Luftfahrzeugen.
Die Spezifikationen dienen als Basis für die Entwicklung von Geräten und Anbauteilen für Luftfahrzeuge. Die Einhaltung der jeweils anzuwendenden Spezifikation wird für ein Bau- und Ausrüstungsteil durch die TSO-Zulassung (engl. TSO Authorization) von der FAA bescheinigt.

## Zulassung
Eine TSO-Zulassung gibt die Erlaubnis, ein Produkt herzustellen, das in einem Flugzeug verbaut werden kann. 
Um eine Zulassung für den Einbau in ein Luftfahrzeug zu erhalten, muss das Produkt Mindestanforderungen für die Lufttüchtigkeit für den speziellen Flugzeugtyp erfüllen und dies in einer gesonderten Prüfung nachgewiesen werden.
Eine Zulassung nach TSO ist somit keine automatische Erlaubnis, das Produkt in einem Flugzeug zu verbauen, dies bedarf wiederum einer Überprüfung durch die FAA.

## Gültigkeit in Europa
In Europa gilt die Europäische Technische Standardzulassung, ETSO. Sie wird durch die Europäische Agentur für Flugsicherheit (European Union Aviation Safety Agency, EASA) herausgegeben und gilt somit in erster Linie für Geräte der zivilen und gewerblichen Luftfahrt innerhalb der EU.